# Giro del Piemonte 1912
Il Giro del Piemonte 1912, quinta edizione della corsa, si svolse il 28 aprile 1912 su un percorso di 220 km. La vittoria fu appannaggio dell'italiano Costantino Costa, che completò il percorso in 9h48'00", precedendo i connazionali Francesco Innocenti e Pasquale Uzzo.
Sul traguardo di Torino 18 ciclisti, su 83 partiti dalla medesima località, portarono a termine la competizione.

## Ordine d'arrivo (Top 10)
| Pos. | Corridore           | Squadra       | Tempo      |
| ---- | ------------------- | ------------- | ---------- |
| 1    | Costantino Costa    | US Torino     | 9h48'00"   |
| 2    | Francesco Innocenti | Vercelli      | a 2'00"    |
| 3    | Pasquale Uzzo       | -             | a 37'00"   |
| 4    | Egidio Sacchi       | -             | a 43'00"   |
| 5    | G. Cambiano         | Juventus Nova | a 48'00"   |
| 6    | Umberto Gaiù        | Mathi         | a 57'00"   |
| 7    | Bartolomeo Doglioli | Cantalupo     | a 1h01'00" |
| 8    | Alfredo Lombardi    | Alessandria   | a 1h07'00" |
| 9    | Alessandro Borsano  | Torino        | a 1h12'00" |
| 10   | A. Mazelli          | Cambiano      | a 1h17'00" |